# 假面飯店
《假面飯店》是日本作家東野圭吾的長篇懸疑小說。從2008年12月開始的2年間於連載，於2011年9月由集英社發行單行本。
本作是作者執筆25年的紀念作品第三部。
原書名「Masquerade Hotel」中的「Masquerade」原意為「化裝舞會」，本作中引指為在化裝舞會中佩戴的面具。此外，小說中所出現的酒店取材自東京日本橋的「皇家花園酒店」。

## 出版書籍
| 出版社       | 出版日期      | 格式   | 頁數  | ISBN                   | 譯者   |
| ------------ | ------------- | ------ | ----- | ---------------------- | ------ |
| 集英社       | 2011年9月9日  | 單行本 | 340頁 | ISBN 978-4-08-771414-2 | 不適用 |
| 朝鮮 (地區)  | 2012年7月31日 | 平裝書 | 504頁 | ISBN 978-897-275612-5  |        |
| 三采文化     | 2012年12月7日 | 平裝書 | 416頁 | ISBN 978-986-229-794-0 | 陳系美 |
| 南海出版公司 | 2012年12月8日 | 平裝書 | 286頁 | ISBN 978-754-425910-1  | 中森   |
| 集英社       | 2014年7月18日 | 文庫本 | 515頁 | ISBN 978-4-08-745206-8 | 不適用 |

## 故事簡介
故事講述在高級飯店「東京柯迪希亞飯店」裡發生連續預告殺人事件。負責追蹤事件的警視廳刑警新田浩介扮成服務生混入酒店，與前台小姐山岸尚美一起探索連續殺人事件之謎。
事件以在東京都內發生的三宗連續殺人事件現場遺留的數列暗號為開端，搜查總部通過對三宗殺人案的暗號進行調查分析，推斷出第四宗殺人事件將會發生在東京柯爾特西亞飯店。為了防止第四宗殺人事件發生，作為潛入調查一環的數名調查員被安置在飯店內，以服務生的身份進行搜查行動。而其中一名調查員就是搜查一課的刑警新田浩介。而酒店前台小姐山岸尚美則由飯店方面安排輔助新田展開調查。兩人在潛入調查開始階段常產生摩擦，然而經過一段時間後，具有調查員和服務生二重身份的兩人對事物的看法逐漸交融。在可疑的盲眼老婦入住時，兩人各自瞭解對方看事情的角度，而在飯店內發生的一件件悲喜交集的事件中，兩人建立起互相信賴的關係。此外，搜查本部決定實施從未有過的戒嚴體制的那一天開始了——新田浩介不單作為搜查員，更是作為一個人的成長過程，在擴展眼界後，經由間接調查連續殺人事件以外的案件而得出了本案的真相，及時阻止悲劇發生。山岸尚美從固執己見的態度轉變為能夠主動理解新田的變化過程也給故事增色不少。

## 登場人物
新田 浩介（Nitta Kousuke）
隸屬警視廳捜査一課，職位是警部補。被派到東京柯迪希亞飯店的櫃檯做臥底，和山岸一起合作。
稻垣（Inagaki）
警視廳捜査一課係長，新田的上司。
尾崎（Ozaki）
警視廳捜査一課管理官。
本宮（Motomiya）
警視廳捜査一課係長，新田的前輩。喬裝成客人監視酒店的情況。
關根（Sekine）
警視廳捜査一課係長，巡査。喬裝成服務員。
能勢（Nose）
品川警署的警察。看起來笨拙，但和他搭檔過的警察都對他讚賞有加。
山岸 尚美（Yamagishi Naomi）
東京柯迪希亞飯店的櫃檯職員，協助新田在飯店中的臥底工作。
藤木（Fujiki）
東京柯迪希亞飯店的總經理，尚美初到東京時的副總經理。令尚美決定入職飯店的溫厚人物。
田倉（Takura）
東京柯迪希亞飯店的住宿部長，尚美的直屬上司。
久我（Kuga）
東京柯迪希亞飯店的前台服務廳經理。
杉下（Sugishita）
東京柯迪希亞飯店的行李部領班。
仁科 理惠（Nishina Rie）
東京柯迪希亞飯店的宴會部婚禮科。
片桐 瑤子（Katagiri Youko）
東京柯迪希亞飯店的住客。眼睛不好的老婆婆，但新田覺得她有些許違和感。
安野 繪里子（Anno Eriko）
東京柯迪希亞飯店的住客。向飯店出示某男子的照片，並囑咐絕對不可以讓他接近自己。
栗原 健治（Kurihara Kenji）
東京柯迪希亞飯店的住客。不斷為難新田，向他重複提出無理的要求。實際上過去和新田有著某種聯繫。
高山 佳子（Takayama keiko）
預定在東京柯迪希亞飯店舉行婚禮的客人。因寄到家裡的郵件丟失，懷疑有跟蹤狂跟蹤自己。

## 書籍評價
- 2011年 「週刊文春推理小說 Best 10」　第4名
- 2012年 「本格推理小說 Best 10」　第29名[6]
- 2012年 「這本懸疑小說我想讀！」　第20名[7]

## 電影
2019年上映電影，主演為木村拓哉及長澤雅美。

### 演員陣容
- 新田浩介 - 木村拓哉
- 山岸尚美 - 長澤雅美
- 能勢 - 小日向文世
- 本宮 - 梶原善
- 關根 - 泉澤祐希
- 久我 - 東根作壽英
- 川本 - 石川戀
- 綾部貴彦 - 濱田岳
- 高山佳子 - 前田敦子
- 大野浩一 - 笹野高史
- 古橋 - 高嶋政宏
- 安野繪理子 - 菜菜緒
- 栗原健治 - 生瀨勝久
- 館林 - 宇梶剛士
- 森川寛子 - 橋本愛實
- 政治評論家 - 田口浩正
- 跟蹤高山佳子的男扮女裝男子 - 勝地涼
- 片桐瑤子／長倉麻貴 - 松隆子
- 田倉 - 鶴見辰吾
- 尾崎 - 篠井英介
- 藤木 - 石橋凌
- 稻垣 - 渡部篤郎
- 大竹 - 明石家秋刀魚（友情客串）

### 幕後班底
- 導演 - 鈴木雅之
- 劇本 - 岡田道尚